# تاريخ لاتفيا العسكري خلال الحرب العالمية الثانية
بعد احتلال لاتفيا من قبل الاتحاد السوفييتي في يونيو 1940، تم حل جزء كبير من الجيش اللاتفي السابق وتم اعتقال العديد من جنوده وضباطه وسجنهم أو إعدامهم. في العام التالي، احتلت ألمانيا النازية لاتفيا أثناء هجوم مجموعة الجيوش الشمالية. تلقت مجموعات أينزاتسغروبن الألمانية مساعدة من مجموعة تُعرف باسم أريس كوماندو في قتل اليهود اللاتفيين كجزء من الهولوكوست. حارب الجنود اللاتفيون على جانبي الصراع ضد إرادتهم، وفي عام 1943 تم تجنيد 180 ألف رجل لاتفي في الفيلق اللاتفي التابع لقوات الأمن الخاصة الألمانية (فافن إس إس) وقوات المساعدة الألمانية الأخرى.
في هجوم البلطيق في خريف عام 1944، استعاد الاتحاد السوفييتي جزءًا كبيرًا من ساحله على بحر البلطيق، تاركًا 200 ألف جندي من مجموعة الجيوش الشمالية معزولين في جيب كورلاند. تشكلت هذه القوة في مجموعة جيوش كورلاند، وصمدت حتى نهاية الحرب في مايو 1945، عندما استسلمت للقوات السوفيتية وتم إرسال القوات إلى معسكرات الاعتقال.

لاتفيا والدول المجاورة قبل الحرب العالمية الثانية.

## انقلاب
قام كارليس أولمانيس بانقلاب غير دموي في 15 مايو 1934، مما أدى إلى تأسيس دكتاتورية قومية استمرت حتى عام 1940. غادر معظم الألمان البلطيقيين لاتفيا بموجب اتفاق بين حكومة أولمانيس وألمانيا النازية بعد إبرام ميثاق مولوتوف-ريبنتروب. في 5 أكتوبر 1939، أُجبرت لاتفيا على قبول معاهدة "المساعدة المتبادلة" مع الاتحاد السوفييتي، والتي تمنح السوفييت الحق في نشر 25 ألف جندي على الأراضي اللاتفية. في 16 يونيو/حزيران 1940، قدم فياتشيسلاف مولوتوف إلى الممثل اللاتفي في موسكو إنذاراً نهائياً اتهم فيه لاتفيا بانتهاك هذا الاتفاق.

## الضم السوفييتي
في 17 يونيو احتل الجيش الأحمر البلاد. أقيمت انتخابات مزورة لاختيار "برلمان الشعب"، وقادت حكومة عميلة برئاسة أوغستس كيرهينستاينس لاتفيا إلى الانضمام إلى الاتحاد السوفييتي. تم إضفاء الطابع الرسمي على الضم في 5 أغسطس 1940. وأصبحت الأشهر التالية معروفة في لاتفيا باسم "بايجايس جادس"، أي عام الرعب. بلغت الاعتقالات الجماعية والاختفاءات والترحيلات ذروتها في ليلة 14 يونيو/حزيران 1941. قبل الغزو الألماني، وفي أقل من عام، تم اعتقال ما لا يقل عن 27,586 شخصًا؛ وتم ترحيل معظمهم، وتم إعدام حوالي 945 شخصًا بالرصاص.
بعد احتلال لاتفيا في يونيو 1940 بدأت عملية إبادة الجيش اللاتفي. تم تغيير اسم الجيش إلى جيش الشعب، وفي سبتمبر/أيلول ونوفمبر/تشرين الثاني 1940، تم إنشاء فيلق البنادق الإقليمي الرابع والعشرون التابع للجيش الأحمر. في سبتمبر، كان الفيلق يضم 24,416 رجلاً، ولكن في الخريف تم تسريح أكثر من 800 ضابط وحوالي 10 آلاف مدرب وجندي. واستمرت عمليات اعتقال الجنود في الأشهر التالية. في يونيو 1940، تم إرسال الفيلق الإقليمي بأكمله إلى معسكر ليتين. قبل مغادرة المعسكر، تم تسريح الجنود اللاتفيين الذين تم تجنيدهم في عام 1939، وتم استبدالهم بحوالي 4000 جندي روسي من المنطقة المحيطة بموسكو. في 10 يونيو، تم إرسال كبار ضباط الفيلق إلى روسيا، حيث تم اعتقالهم وتم إعدام معظمهم. في يوم 14 يونيو تم اعتقال ما لا يقل عن 430 ضابطًا وإرسالهم إلى معسكرات جولاج. بعد الهجوم الألماني على الاتحاد السوفييتي، في الفترة من 29 يونيو إلى 1 يوليو، تم تسريح أكثر من 2080 جندي لاتفي، خوفًا من أن يوجهوا أسلحتهم ضد المفوضين والضباط الروس. وفي الوقت نفسه، فر العديد من الجنود والضباط وعندما عبر الفيلق الحدود اللاتفية لم يتبق سوى حوالي 3000 جندي لاتفي.

## الاحتلال الألماني

عملية بارباروسا: الغزو الألماني للاتحاد السوفييتي، من 21 يونيو 1941 إلى 5 ديسمبر 1941:
حتى 9 يوليو 1941
حتى 1 سبتمبر 1941
حتى 9 سبتمبر 1941
حتى 5 ديسمبر 1941

كان هدف مجموعة الجيوش الشمالية هو الوصول إلى لينينغراد عبر دول البلطيق. يتكون هذا التشكيل من الجيشين السادس عشر والثامن عشر ومجموعة الدبابات الرابعة، وقد اجتاز ليتوانيا ولاتفيا وإستونيا ومدن جمهورية روسيا الاتحادية الاشتراكية السوفياتية بسكوف ونوفغورود. أثناء الاحتلال الألماني، كانت لاتفيا تُدار كجزء من مفوضية الرايخ أوستلاند. في عام 1941، بدعم من أينزاتسغروبن والنازي فرانز والتر ستاهليكر، شاركت مجموعة متطرفة من اليمين مكونة من 500 من أفراد أريس كوماندو بقيادة فيكتور أراج في الهولوكوست. قُتل ما بين 80 ألفًا إلى 100 ألف مواطن لاتفي خلال الاحتلال النازي، بما في ذلك حوالي 100 ألف شخص. قُتل أيضًا 70 ألف يهودي لاتفي؛ وحوالي 20 ألف يهودي تم جلبهم من أوروبا الوسطى والشرقية في لاتفيا. وبعد مرور ما يقرب من ثلاث سنوات، في عام 1943، أمر هتلر بتجنيد 180 ألف رجل لاتفي قسراً في القوات المساعدة الألمانية. حارب الجنود اللاتفيون على جانبي الصراع ضد إرادتهم، بما في ذلك في الفيلق اللاتفي التابع لقوات الأمن الخاصة الألمانية (فافن إس إس)، وتم تجنيد معظمهم من قبل السلطات المحتلة.

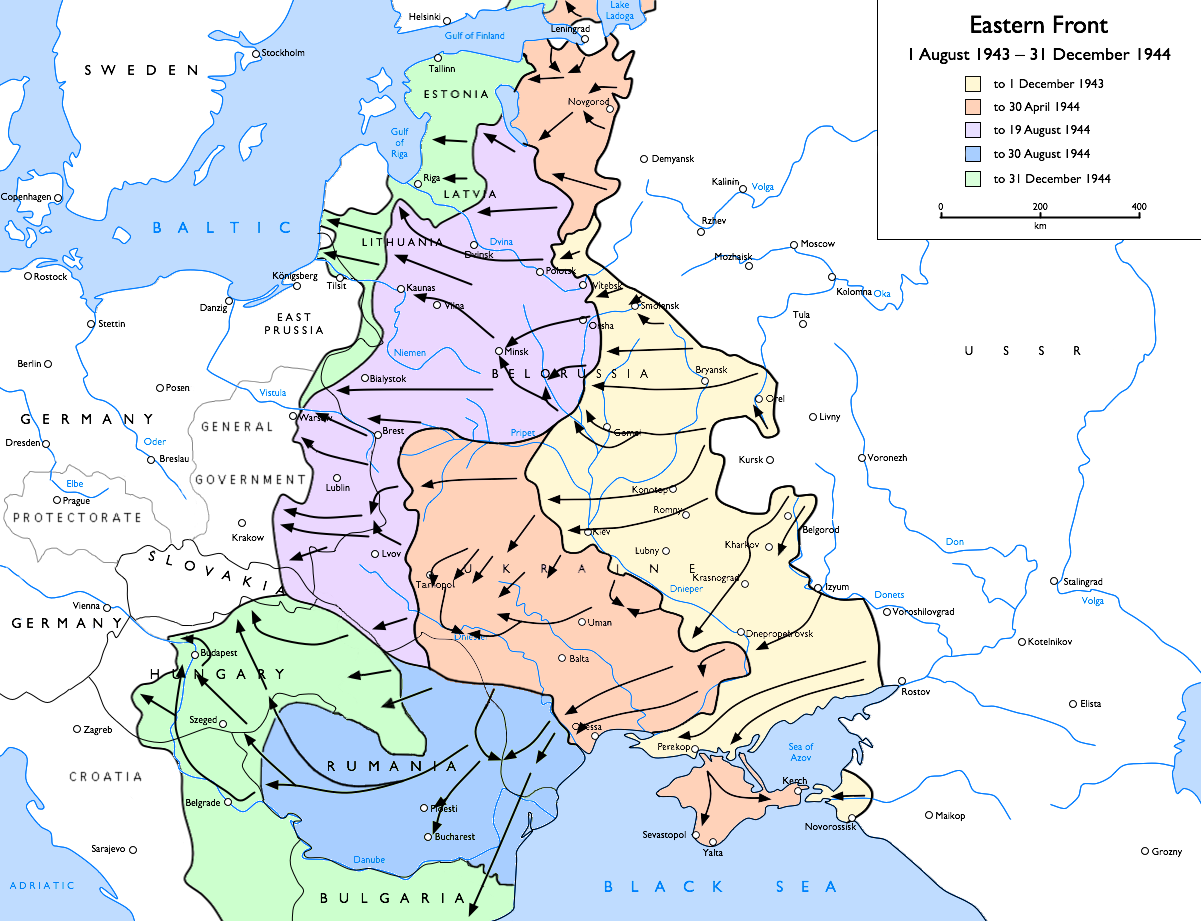
التقدم السوفييتي من 1 أغسطس 1943 إلى 31 ديسمبر 1944:
حتى 1 ديسمبر 1941
حتى 30 أبريل 1944
حتى 19 أغسطس 1944
حتى 31 ديسمبر 1944

في حين نجحت مجموعة الجيوش الشمالية في صد العملية السوفييتية الإستونية، حققت عملية باغراتيون السوفييتية نجاحًا لا يصدق. كانت مجموعة الجيوش الوسطى في حالة يرثى لها، وكانت الحافة الشمالية للهجوم السوفييتي تهدد باحتجاز مجموعة الجيوش الشمالية في جيب في كورلاند. أُعيدت دبابات فون شتراخفيتس إلى عاصمة أوستلاند، ريغا، وفي معارك دفاعية شرسة أوقفت تقدم السوفييت في أواخر أبريل 1944. كانت هناك حاجة إلى شتراخفيتس في مكان آخر، وسرعان ما عاد للعمل مع مجموعة الجيوش. تم تفكيك فرقة الدبابات شتراخفيتس في أواخر يوليو. بحلول أوائل أغسطس، كان السوفييت مستعدين مرة أخرى لمحاولة عزل مجموعة الجيوش الشمالية عن مجموعة الجيوش الوسطى.

## معركة البلطيق

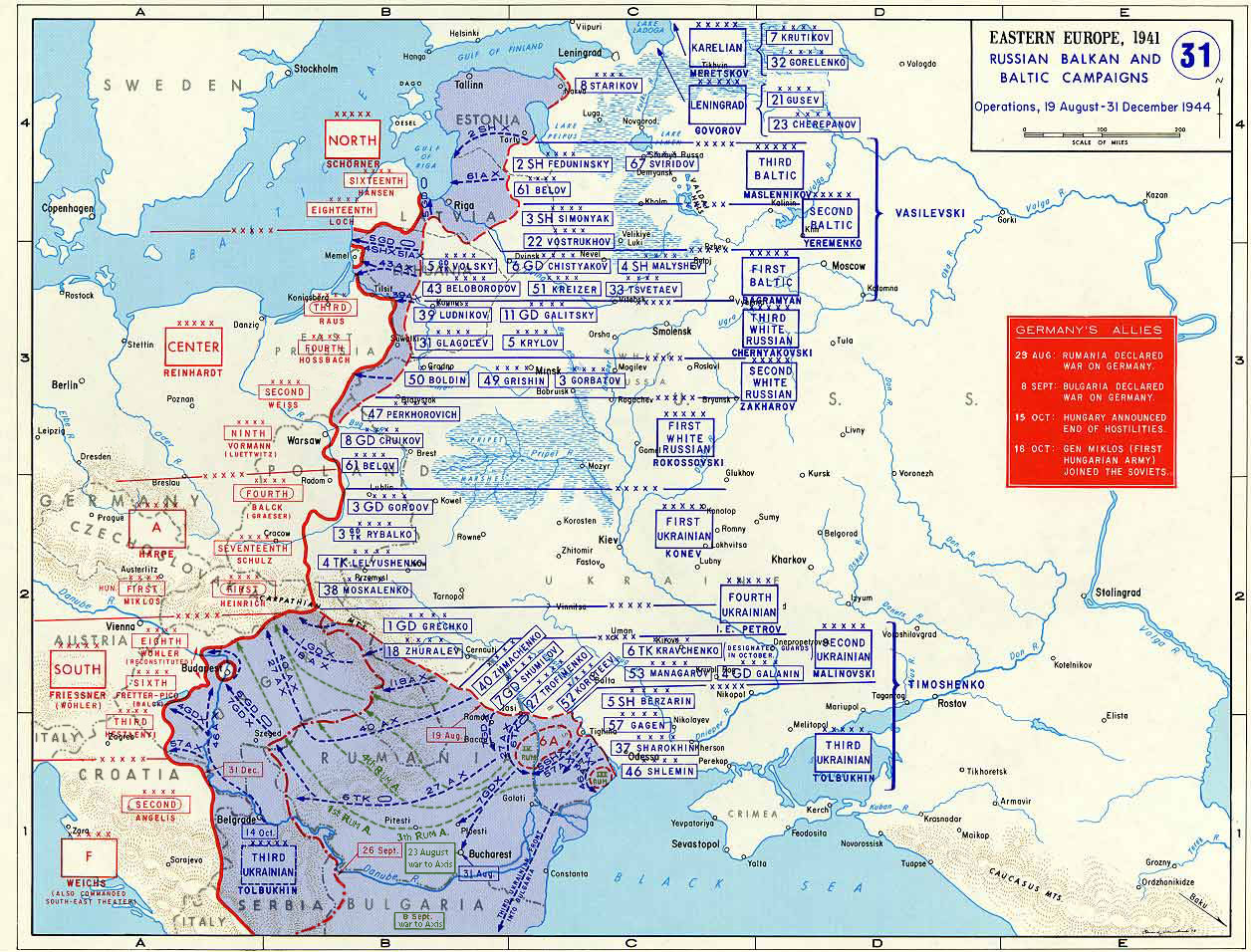
العمليات السوفيتية من 19 أغسطس 1944 إلى 31 ديسمبر 1944.

أدى هجوم سوفيتي ضخم إلى اختراق الخطوط الألمانية وتم عزل مجموعة الجيوش الشمالية تمامًا عن جارتها. كان شتراخفيتس محاصرًا خارج الجيب، وأعيد تشكيل فرقة دباباته، هذه المرة من عناصر من اللواء 101 بانزر تحت قيادة قائد الدبابات أوبرست ماينراد فون لاوشيرت لواء إس إس بانزر جروس الذي تم تشكيله حديثًا. داخل الجيب المحاصر، تم تشكيل فرقة الدبابات شتورمجيشوتس 3 من آخر دبابات تايجر المتبقية. في 19 أغسطس 1944، بدأ الهجوم، الذي أطلق عليه اسم عملية دوبلكوبف. وسبق ذلك قصف بمدافع الطراد برينز يوجين عيار 380 ملم، والذي دمر ثمانية وأربعين دبابة من طراز تي-34 كانت متجمعة في الساحة في توكومس. تم استعادة الاتصال بين مجموعات الجيش. وتم الآن تكليف اللواء المدرع رقم 101 بمفرزة الجيش "ناروا" على جبهة نهر إيماجوجي في إستونيا، مما عزز قوة دروع المدافعين. لقد تم تجنب الكارثة، لكن التحذير كان واضحا. كانت مجموعة الجيوش الشمالية معرضة بشدة للعزلة. في عام 1944، رفع الجيش الأحمر الحصار عن لينينغراد واستعاد منطقة البلطيق إلى جانب أجزاء كبيرة من أوكرانيا وبيلاروسيا. ومع ذلك، تمكن نحو 200 ألف جندي ألماني من الصمود في كورلاند. لقد حوصروا وظهرهم إلى بحر البلطيق. لقد كانوا عالقين هناك بلا معنى؛ ومن الطبيعي أن الجيش الأحمر لم ينتبه كثيراً أثناء تركيز رجاله وأسلحته على الهجمات على بروسيا الشرقية وسيليزيا وبوميرانيا، وفي النهاية برلين. أصر العقيد العام هاينز جوديريان، رئيس هيئة الأركان العامة الألمانية، على أن يتم إجلاء القوات في كورلاند عن طريق البحر واستخدامها للدفاع عن الرايخ. لكن هتلر رفض وأمر القوات الألمانية في كورلاند بالصمود. كان يعتقد أن وجودهم ضروري لحماية قواعد الغواصات الألمانية على طول ساحل بحر البلطيق.

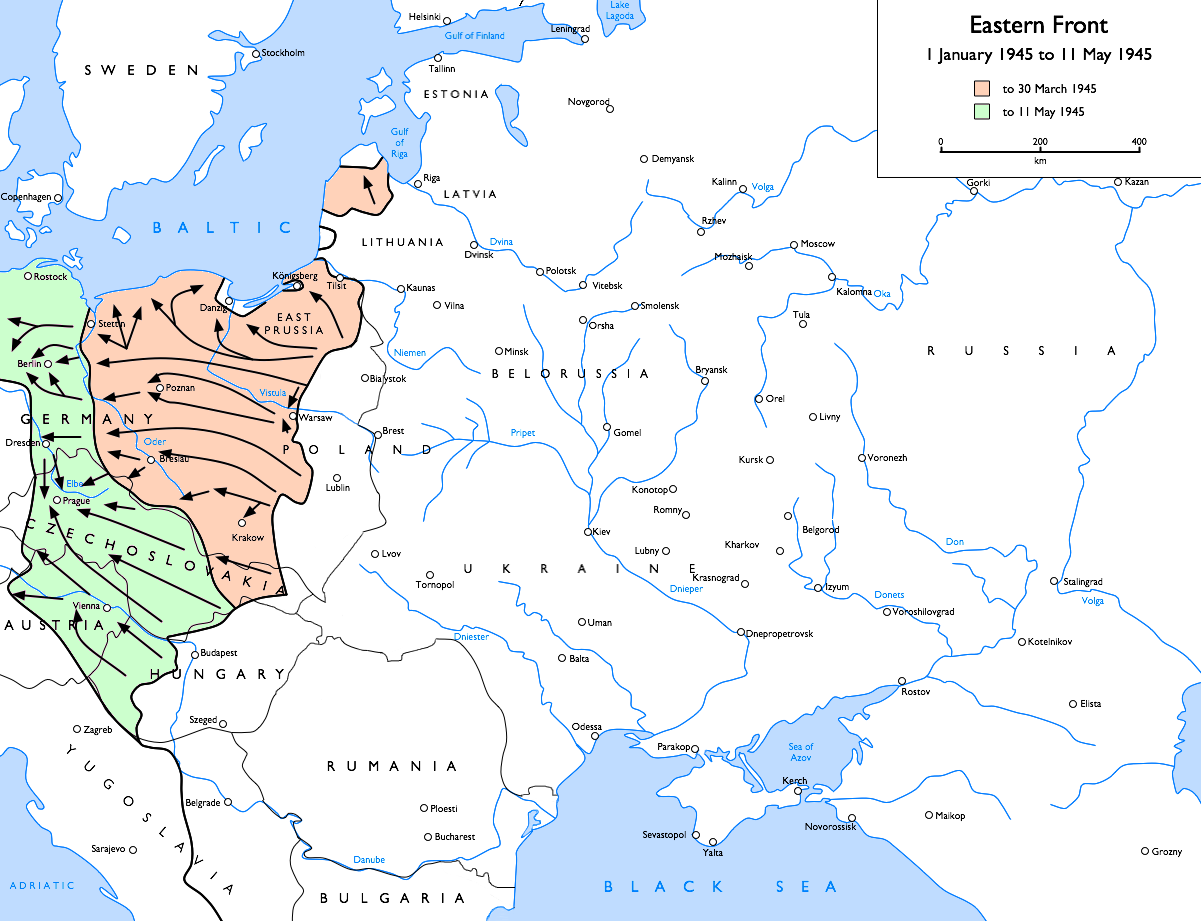
التقدم السوفييتي من 1 يناير 1945 إلى 7 مايو 1945

في 15 يناير 1945، تم تشكيل مجموعة جيش كورلاند تحت قيادة العقيد العام لوثار ريندوليتش. حتى نهاية الحرب، نجحت مجموعة جيوش كورلاند (بما في ذلك فرق مثل فيلق فرايويليجر إس إس اللاتفي) في الدفاع عن شبه جزيرة كورلاند بنجاح. صمدت حتى 8 مايو 1945، عندما استسلمت تحت قيادة العقيد العام كارل هيلبرت، القائد الأخير للمجموعة العسكرية. استسلم للمارشال ليونيد جوفوروف، قائد القوات السوفيتية المعارضة على محيط كورلاند. في هذا الوقت كانت المجموعة تتكون من حوالي 31 فرقة متفاوتة القوة. بعد 9 مايو 1945، بدأ حوالي 203 ألف جندي من مجموعة جيوش كورلاند في التحرك إلى معسكرات السجون السوفييتية في الشرق. تمكن العديد من الجنود من الفرار من الأسر وانضموا إلى مقاومة إخوة الغابة التي خاضت حرب عصابات فاشلة لعدة سنوات.

## الخط الزمني

### 1939
- 23 أغسطس 1939 توقيع معاهدة مولوتوف-ريبنتروب. أعطى الاتفاق الاتحاد السوفييتي حرية التصرف في إستونيا ولاتفيا وفنلندا.
- 2 أكتوبر 1939 الاتحاد السوفييتي يطالب باتفاقية المساعدة المتبادلة مع لاتفيا.
- 5 أكتوبر 1939 - لاتفيا تستسلم لمطالب القواعد السوفيتية ويتم توقيع معاهدة المساعدة المتبادلة السوفيتية - اللاتفية.

### 1940
- 15 يونيو 1940 عند الفجر، اقتحمت القوات السوفيتية واستولت على معبري الحدود اللاتفيين ماسلينكي وشمايلي.
- 16 يونيو 1940 توجيه إنذارات مماثلة إلى إستونيا ولاتفيا.
- 17 يونيو 1940 استونيا ولاتفيا تستسلمان للمطالب السوفييتية وتقعان تحت الاحتلال.
- 20 يونيو 1940 تشكيل حكومة لاتفية جديدة مكونة من وزراء معتمدين من موسكو.
- 14 يوليو - 15 يوليو 1940: انتخابات في إستونيا ولاتفيا وليتوانيا، واستبعاد المرشحين غير الشيوعيين ومضايقتهم وضربهم.
- 21 يوليو 1940، وافق البرلمان اللاتفي الجديد على مراسيم التأميم والسوفيتية واسعة النطاق.
- 22 يوليو 1940 القبض على رئيس لاتفيا، كارليس أولمانيس، وترحيله إلى روسيا، ولم يعد أبدًا. توفي في سجن كراسنوفودسك في 20 سبتمبر 1942.
- 5 أغسطس 1940، ضم الاتحاد السوفييتي لاتفيا.